# Eustomias monodactylus
Eustomias monodactylus és una espècie de peix de la família dels estòmids i de l'ordre dels estomiformes.

## Morfologia
- Les femelles poden assolir 20,7 cm de longitud total.[3]

## Hàbitat
És un peix marí i d'aigües profundes que viu fins als 1.820 m de fondària.

## Distribució geogràfica
Es troba a l'Atlàntic nord.